# Yarmouth (Massachusetts)
Yarmouth és una població dels Estats Units a l'estat de Massachusetts. Segons el cens del 2000 tenia 24.807 habitants.

## Demografia
Segons el cens del 2000, Yarmouth tenia 24.807 habitants, 11.520 habitatges, i 6.900 famílies. La densitat de població era de 395 habitants/km².
Dels 11.520 habitatges en un 19,1% hi vivien nens de menys de 18 anys, en un 47,3% hi vivien parelles casades, en un 9,7% dones solteres, i en un 40,1% no eren unitats familiars. En el 34% dels habitatges hi vivien persones soles el 19,8% de les quals corresponia a persones de 65 anys o més que vivien soles. El nombre mitjà de persones vivint en cada habitatge era de 2,11 i el nombre mitjà de persones que vivien en cada família era de 2,68.
Per edats la població es repartia de la següent manera: un 17,2% tenia menys de 18 anys, un 4,6% entre 18 i 24, un 23,3% entre 25 i 44, un 24,7% de 45 a 60 i un 30,1% 65 anys o més.
L'edat mediana era de 49 anys. Per cada 100 dones de 18 o més anys hi havia 80,8 homes.
La renda mediana per habitatge era de 39.808 $ i la renda mediana per família de 48.148$. Els homes tenien una renda mediana de 37.090 $ mentre que les dones 26.741$. La renda per capita de la població era de 22.731$. Entorn del 5,2% de les famílies i el 7,5% de la població estaven per davall del llindar de pobresa.